# 곰스크로 가는 기차
《곰스크로 가는 기차》는 2004년 5월 7일에 MBC에서 방영한 베스트극장이다.
이 드라마는 프리츠 프리츠오트만(Fritz Ohrtmann)의 소설 《곰스크로의 여행》을 바탕으로 제작되었으며, MBC 베스트극장 제작팀은 독일 관련 출판사들과의 사전 접촉을 통해 원작자의 동의를 구하려 했으나, 행방을 찾지 못해 드라마가 끝나는 말미에 자막으로 그 사실을 고지하였다.

## 줄거리
곰스크로 향하는 기차에 결혼식을 마치고 새로운 출발을 상상하며 들떠있는 남자와 남기고 온 것들에 대한 아쉬움과 그리움을 떨쳐버리지 못하는 여자가 나란히 앉아있다. 기차는 어느 조용한 마을역 몬트하임에 잠시 정차하게 되고 두 사람은 역 대합실을 빠져나와 작은 레스토랑으로 들어간다. 그곳에서 여자는 자신의 부케를 레스토랑 작은 꽃병에 꽂아둔다. 여자는 답답하다며 조금 걷자 하고, 숲으로 간 두 사람은 경치에 취하고 처음 만날 때를 이야기하며 키스를 나눈다. 그때 갑자기 기차의 출발을 알리는 기적소리가 들린다. 곰스크로 향하는 기차를 놓친 두 사람은 어쩔 수 없이 레스토랑의 2층 작은 방에서 밤을 보낸다.
다음날, 창문에 그림을 붙이고 안정감이 든다며 방청소를 시작한 여자는 평온을 찾는다. 남자는 기적소리에 기차역으로 뛰어가지만 정차하지 않고 그냥 떠난다. 레스토랑 주인에게 곰스크로 향하는 기차는 언제 오냐고 묻자, 언제 올지도, 여기에 설지도 모른다고 한다. 어느덧 시간이 흐르고 여자는 처음부터 그랬듯이 몬트하임의 생활에 안정감과 행복을 느낀다. 하지만 남자는 끊임없이 곰스크로 떠나려 한다. 이제 두 사람은 두 아이를 두었으며, 남자는 학생들을 가르치며 여느 가족처럼 단란하게 살고 있다. 하지만 남자는 여전히 곰스크에 대한 동경을 버리지 못하고 그곳으로 떠날 기차표를 사기 위해 돈을 모으고 있다.

## 등장 인물
- 엄태웅 : 남자 역
- 채정안 : 여자 역
- 예수정 : 레스토랑 주인 역
- 정한헌 : 역무원 역
- 신충식 : 신부 역